# Бејсил (Луизијана)
Бејсил (енгл. Basile) град је у америчкој савезној држави Луизијана.

## Демографија
По попису из 2010. године број становника је 1.821, што је 161 (9,7%) становника више него 2000. године.
| Група             | 2000.         | 2010.         |
| Белци             | 1.328 (80,0%) | 1.185 (65,1%) |
| Афроамериканци    | 296 (17,8%)   | 342 (18,8%)   |
| Азијати           | 6 (0,4%)      | 18 (1,0%)     |
| Хиспаноамериканци | 23 (1,4%)     | 252 (13,8%)   |
| Укупно            | 1.660         | 1.821         |